# 판초 비야
프란시스코 비야(Fransico Villa, 1878년 6월 5일 – 1923년 7월 20일)는 멕시코 혁명의 주역으로 농민군 지도자이다. 본명은 도로테오 아랑고(Doroteo Arango)이며 프란시스코라는 이름보다는 애칭인 판초(Pancho)로 더 잘알려져 있다.

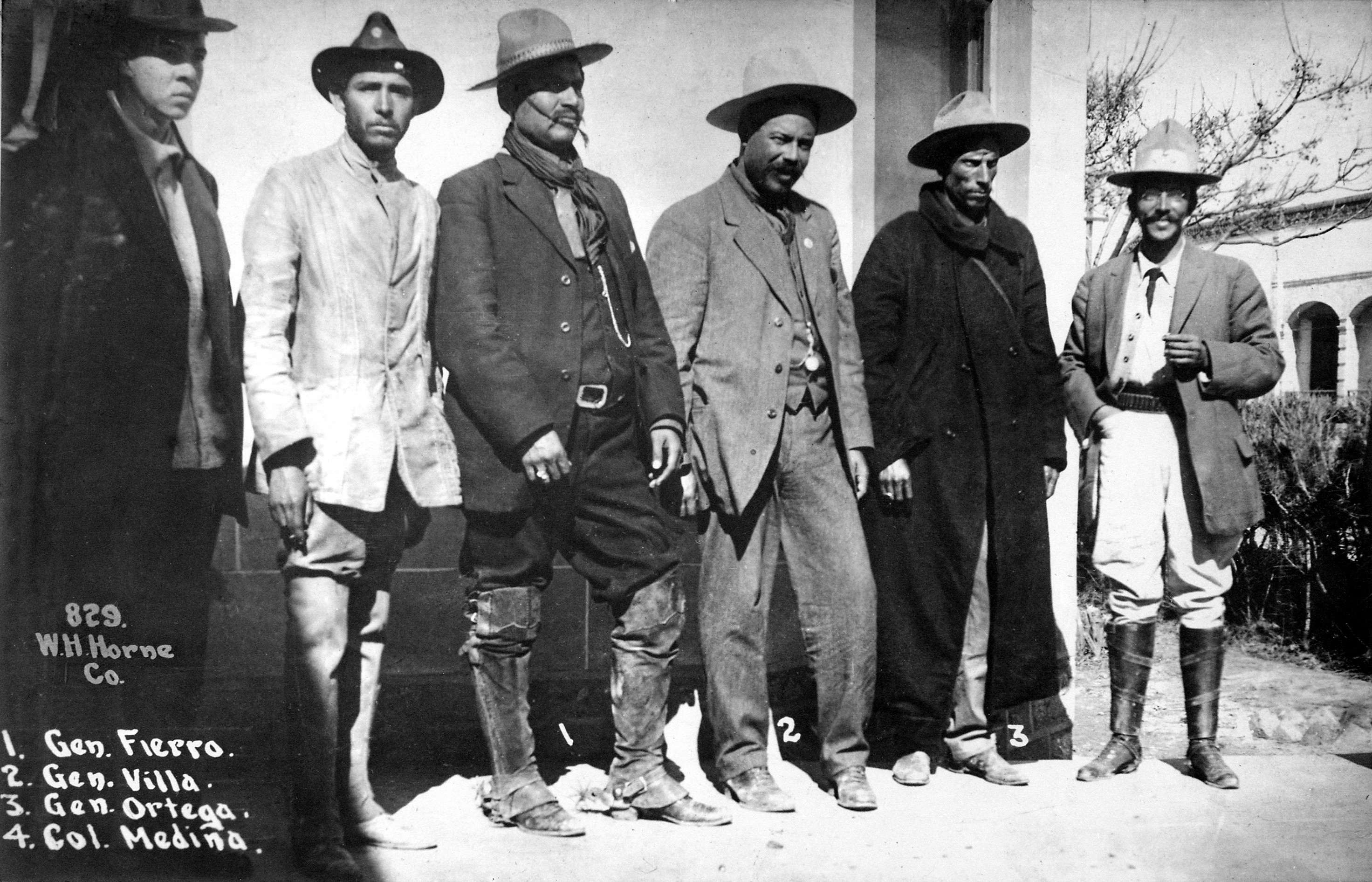
1913년에 그의 참모와 함께한 판초 비야. 중앙에 회색 옷을 입은 사람이 판초 비야이며, 그 오른쪽에 '학살자' 로돌포 피에로 장군이 있다.

## 생애
1878년 6월 5일, 멕시코 산후안델리오 아시엔다에서 가난한 농장노동자의 아들로 태어났다. 1894년에 누이를 강간한 농장주인을 살해하고 멕시코 북부의 산속으로 들어갔다.
이후 그는 산적이 되어 그의 본명이었던 도로테오 아랑고를 프란시스코 비야로 개명한다. 산적이 된 그는 훔친 재물을 판초 비야라는 이름으로 가난한 사람들에게 나눠줌으로써 동료들 및 지역민들의 신망을 얻었다.
1910년, 세력이 커진 비야는 자신을 따르던 무장세력을 이끌고 프란시스코 I. 마데로(Francisco Madero)가 주축이 된 멕시코 혁명에 뛰어들었다. 이후 전설적인 연승과 강력한 카리스마로 유명해진 그는 멕시코 북부지방인 치와와주에서 멕시코시티에 이르는 멕시코 북부 일대를 장악함으로써 일약 '멕시코 민중의 영웅'으로 부각되었다.
1차 혁명이 성공하자, 민간인으로 돌아갔던 비야는, 연이은 반혁명 정권의 등장으로 동료들과 함께 다시 내전에 뛰어들었다. 1915년 4월 셀라야 전투에서 최대 정적이었던 베누스티아노 카란사(Venustiano Ignacio Carranza)와 알바로 오브레곤에게 패퇴하여 기반을 잃게 되었고 판초 비야는 미국의 우드로 윌슨 행정부가 카란사를 밀어준 탓에 혁명이 실패했다고 판단하고 멕시코와 미국의 접경도시에 살고 있는 미국인들을 공격하기 시작했다.

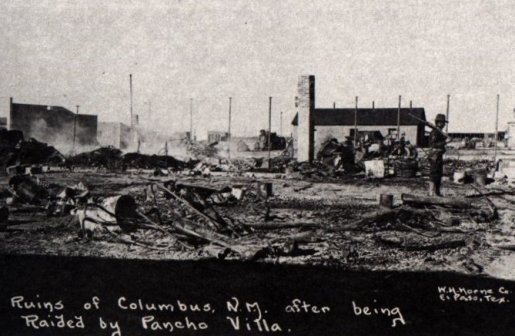
판초 비야가 공격한 후의 뉴멕시코주 콜롬부스.

뉴멕시코주 일대의 미국인 18명이 목숨을 잃는 등 인명피해가 발생하자 미국의 존 퍼싱(John Joseph Pershing) 장군은 수천명의 병력과 함께 판초 비야의 토벌에 나섰으나 결국 실패했다.
카란사 정권이 붕괴되자 다시 민간인 신분으로 돌아갔으나 1923년 7월, 반대파의 손에 암살되었다.

## 암살의 배후
차기 대통령 선거에서 비야의 대중적 지명도가 자신의 정적(政敵)과 합쳐지는것을 두려워한 카예스가 그를 암살했다는 설이 유력하다
다음은 비야의 암살직후 라 임페르알에 실린 만평의 일부
| “ | 두 남자가 길가에서 이야기를 주고받고 있다. 한 남자가 말한다 "누가 비야를 죽였지?(¿Quién mató a Villa?)" 그의 친구가 답한다 "입다물고 있게나.... 친구여 (Cálle....se, amigo)" | ” |

여기서 Calle....se의 발음은 카예....세 로서 암살의 배후가 카예스(Calles)라는 것을 암시하고 있다.

## 같이 보기
- 멕시코 혁명
- 라 쿠카라차